# Letov LF 107 Luňák
Die Letov LF-107 Luňák (deutsch Milan) ist ein leistungsfähiges tschechoslowakisches Kunstflug-Segelflugzeug, das in den späten 1940er Jahren von Rudý Letov entwickelt und gebaut wurde.

## Geschichte
Der Entwurf entstand in der Entwicklungsgruppe von LF, die Vladimír Štros leitete. Dazu gehörten Ing. K. Dlouhý, Ing. J. Matejcek, B. Roček und andere, später bekannte Arbeiter in der tschechoslowakischen Flugzeugindustrie und meistens auch erfahrene Segelflieger.
Der erste Prototyp wurde am 25. und 26. Juni 1948 eingeflogen und hatte das Kennzeichen OK-8730. Der zweite Prototyp bekam am 18. Juli 1948 das Kennzeichen OK-8731. Beide Prototypen absolvierten verschiedene Flug- und Betriebstests.
Die tschechoslowakische Flugzeugindustrie repräsentierte sich auch sehr gut im Ausland, vor allem in der Schweiz auf der Flugzeugausstellung und im Wettbewerb in Grenchen 1948 sowie in Žiar/Polen beim ersten Wettbewerb der sozialistischen Segelflieger im Jahre 1949. Bemerkenswerte Kunstflug-Eigenschaften, gute Leistung und bisher nichtgesehene Formlösungen konzentrierten auf das Flugzeug verdiente Aufmerksamkeit.
Nach dem Erfolg in der Schweiz veranlasste das Ministerium für Nationale Verteidigung der Tschechoslowakei die Serienproduktion des Luňák. Der Beginn der Serienproduktion fiel in die Zeit der beträchtlich verschlechterten internationalen Beziehungen, als die Industrie bereits mit der Produktion der sowjetischen MiG-15 und Il-10 begann. Für die Produktion des Luňák, die bei Rudý Letov durchgeführt wurde, blieb fast keine Zeit mehr. So wurden bei Rudý Letov insgesamt 75 Flugzeuge, einschließlich der Prototypen, gebaut. Sie zeichneten sich durch hohe Beständigkeit und lange Lebensdauer der Konstruktion aus und ermöglichten auch das Fliegen anspruchsvollerer Flugfiguren.
Das erste Flugzeug von Rudý Letov mit dem Kennzeichen OK-0800 flog im Jahre 1950 und unterschied sich durch geringfügig vergrößerte Ausmaße, einfachere Konstruktion und eine neu gearbeitete Kabine.
Die Auslieferung des aus Holz gefertigten Segelflugzeugs LF-107 Luňák (militärische Bezeichnung VT-7) an die Aeroklubs ergänzte deren Flugzeugpark um ein leistungsfähiges Segelflugzeug und trug zu einer größeren Verbreitung des Kunstfliegens bei.
Die tschechoslowakischen Segelflugpiloten nahmen mit dem Luňák an vielen in-, aber auch ausländischen Flugtagen und Wettbewerben teil. Erwähnenswert war vor allem die Leistung der Kunstfluggruppen aus Bratislava und Vrchlabí (z. B. simultane gerissene Rolle im F-Schlepp von Segelflugzeug und Schleppflugzeug).
Der Luňák diente zur Kunstflug-Ausbildung in der Sowjetunion, Bulgarien, Rumänien und Polen.
Der erste Prototyp flog später in Großbritannien und ein Luňák kam in die USA. Am 28. August 1951 flog in Prag-Letňany der Prototyp eines neuen Segelflugzeugs, der dem Luňák sehr ähnlich war. Es war die XLF-207 Laminar. Es gehörte zu den ersten motorlosen Flugzeugen der Welt, das ein Laminarprofil hatte, welches von LF entwickelt wurde.

## Gegenwart

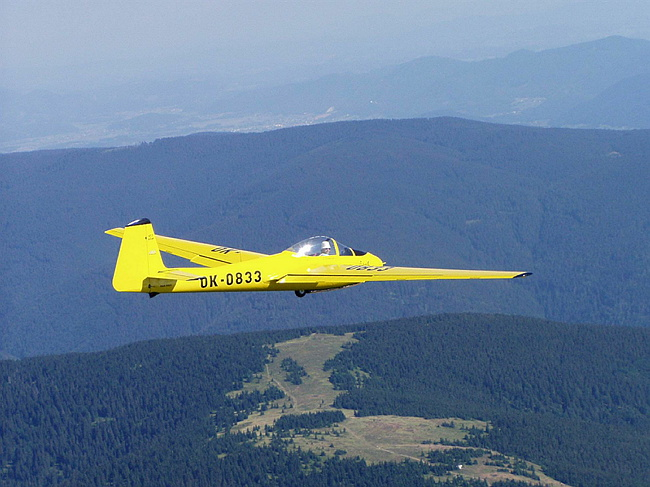
Luňák in Slowenien

Derzeit gibt es vermutlich noch neun flugfähige Exemplare.

## Technische Daten
| Kenngröße               | Daten                    |
| ----------------------- | ------------------------ |
| Besatzung               | 1                        |
| Länge                   | 6,78 m                   |
| Spannweite              | 14,27 m                  |
| Flügelfläche            | 13,38 m²                 |
| Flügelstreckung         | 15,22                    |
| Flügelprofil            | NACA 23012               |
| Gleitzahl               | 24 bei 80 km/h           |
| Geringstes Sinken       | 0,85 m/s bei ca. 65 km/h |
| Rüstmasse               | ca. 205 kg               |
| Zuladung                | max. 105 kg              |
| max. Startmasse         | 310 kg                   |
| Flächenbelastung        | 23,2 kg/m²               |
| Höchstgeschwindigkeit   | 300 km/h                 |
| Überziehgeschwindigkeit | 50 km/h                  |